# Wélissa Gonzaga
Wélissa de Souza Gonzaga („Sassá“, * 9. September 1982 in Barbacena) ist eine brasilianische Volleyballspielerin.
Sassá nahm mit der brasilianischen Nationalmannschaft zweimal an Olympischen Spielen teil, wobei sie 2008 in Peking die Goldmedaille gewann und 2004 in Athen Vierte wurde. Außerdem wurde sie 2006 und 2010 Vizeweltmeisterin. Hinzu kommen zahlreiche Siege beim Volleyball World Grand Prix.
Mit verschiedenen Vereinen wurde Sassá fünfmal brasilianische Meisterin und gewann zweimal den brasilianischen Pokal. 2013/14 spielte sie beim polnischen Erstligisten MKS Dąbrowa Górnicza und gewann hier den nationalen Supercup.